# District de Palamu
Le district de Palamu est un district de l'état du Jharkhand, en Inde,

## Géographie
Au recensement de 2011, sa population compte 2 436 319 habitants.
Son chef-lieu est la ville de Daltonganj. 